# مجلس قضاء قسنطينة
مجلس قضاء قسنطينة، أُنشأ مجلس قضاء قسنطينة بموجب الأمر 73-74 المؤرخ في 12 يوليو 1974 والذي يتضمن إحداث مجالس قضائية.